# زقزاو
زقزاو هي قرية صغيرة تقع في الشمال الشرقي لولاية قبلي تابعة لمنطقة سعيدان وتبعد عن مركز الولاية  27 كم.